# اوندژی کوشنیر
اوندژی کوشنیر (چکی: Ondřej Kušnír؛ زادهٔ ۵ آوریل ۱۹۸۴) بازیکن فوتبال اهل جمهوری چک است.
از باشگاه‌هایی که در آن بازی کرده‌است می‌توان به باشگاه فوتبال ویکتوریا ژیژکوف، باشگاه فوتبال توبول، باشگاه فوتبال راپید بخارست، باشگاه فوتبال اسپارتا پراگ، باشگاه فوتبال اسلوان لیبرتس، و باشگاه فوتبال سیگما اولوموتس اشاره کرد.
وی همچنین در تیم‌های ملی فوتبال زیر ۲۱ سال جمهوری چک، و جمهوری چک بازی کرده‌است.